# Patain-Dzsaran
A Patain-Dzsaran (kínaiul: 巴丹吉林沙漠; pinjin: Bādānjílín Shāmò, magyaros átírással: Patancsilin Samo) egy sivatag Kínában.
Kanszu, Csingha és Belső-Mongólia Autonóm Terület tartományokban terül el. Területe mintegy 49 000 km². Az északi földrajzi szélesség 39°20' és 41°30' között, a keleti hosszúság 100° és 104° között helyezkedik el.
Az UNESCO a világörökség részéve nyilvánította 2024-ben.
Klímája szélsőségesen sivatagi, hideg telek jellemzik. Az éves csapadékmennyiség legfeljebb 40 mm.
Ebben a sivatagban találhatók a legmagasabb dűnék a Földön, melyek magassága eléri az 500 métert, az átlagos magasság 2–300 m, hosszuk eléri az 5 km-t. A dűnék többsége stabil, ami egyrészt a megkeményedett felszínüknek köszönhető, másrészt belsejükben nedvesség található, ami növeli a belső súrlódást.
A sivatag különlegessége, hogy kb. 100 tó található benne, ezek létüket annak köszönhetik, hogy felszín alatti vizek táplálják őket, amik a több száz km-re délnyugatra lévő hegyekből erednek és itt törnek a felszínre. Az éves csapadékmennyiség olyan kevés, hogy az nem tenné lehetővé a tavak folyamatos létét. Mérések szerint a tavak vízszintje csökkenőben van, de ennek mértéke ismeretlen értékű.
A tavak némelyike édesvíz, többségük vize azonban sós. Az édesvizű tavak mellett növényzet, kisebb oázis található.
A sivatag mongol nevének jelentése: „titokzatos tavak”.

## Fordítás
Ez a szócikk részben vagy egészben  a   Badain Jaran Desert című angol Wikipédia-szócikk fordításán alapul.  Az eredeti cikk szerkesztőit annak laptörténete sorolja fel. Ez a jelzés csupán a megfogalmazás eredetét és a szerzői jogokat jelzi, nem szolgál a cikkben szereplő információk forrásmegjelöléseként.